# Réseau de bus Siyonne
Le réseau de bus Siyonne était un réseau de transports en commun par bus et autocars circulant en Île-de-France, majoritairement au sein de la communauté de communes du Pays de Montereau. Organisé par Île-de-France Mobilités et par le syndicat intercommunal des transports collectifs de Montereau et ses environs (SITCOME), il est exploité par Transdev Interval.

## Histoire
Le réseau de bus est né sous la marque commerciale Siyonne le 3 janvier 2000 à la suite d'un accord entre Transdev et le syndicat intercommunal des transports collectifs de Montereau visant à faire racheter, par Transdev, la compagnie locale exploitant ces bus : Les Cars Lepape.
Il dessert principalement l'ensemble de la communauté de communes du Pays de Montereau via Montereau-Fault-Yonne, mais aussi le département de l'Yonne dans une moindre mesure.
La filiale Transdev Interval est nommée exploitante des huit lignes que comptait le réseau.

### Ouverture à la concurrence
En raison de l'ouverture à la concurrence des réseaux d'autobus en Île-de-France, le réseau de bus Siyonne va devenir Pays de Montereau le 1er août 2023, correspondant à la délégation de service public numéro 15 établie par Île-de-France Mobilités. Un appel d'offres a donc été lancé par l'autorité organisatrice afin de désigner une entreprise qui succédera à l'exploitation de Transdev Interval pour une durée de cinq ans et demi. C'est finalement le groupe Compagnie Française des Transports Régionaux (CFTR) à travers la société Francilité Pays de Montereau, qui a été désigné lors du conseil d'administration du 11 octobre 2022. Au moment de son ouverture à la concurrence, le nouveau réseau se composera des lignes A, B, C, E, F, G, I, L,Emplet' et TàD du réseau Siyonne, mais aussi de la ligne 15 du réseau de bus ProCars, de la ligne 46 du réseau de bus Seine-et-Marne Express exploitée par Transdev Vulaines et de la ligne 19 du réseau de bus STILL exploitée par Transdev Interval.

## Développement du réseau

### Réseau initial
Lors de sa création le 3 janvier 2000, le réseau se composait de huit lignes : A, B, C, D, E, F, G et I, dont la plupart avaient comme point de passage la gare de Montereau.

### Ligne Emplet
Le 7 décembre 2002, une nouvelle ligne est créée : Emplet'Express. Elle relie sous forme de service circulaire, la gare de Montereau au centre-ville de Montereau-Fault-Yonne via la zone de la Sucrerie.
Le 23 septembre 2006, la ligne Emplet'Express voit son itinéraire modifié en étant prolongée jusqu'au centre commercial de la Grande Garenne à Varennes-sur-Seine. De ce fait, quatre nouveaux arrêts sont créés sur le parcours. L'offre reste identique avec une fréquence d'un bus toutes les demi-heures.
En 2009, la ligne Emplet'express est prolongée pour desservir le centre commercial du Bréau et une partie de la commune de Varennes-sur-Seine.
Après avoir été assurée par un Renault Master, la ligne est desservie depuis 2016 par deux bus Heuliez GX 127.
Elle est depuis quelques années, simplement renommée Emplet en supprimant la dénomination Express.

### Réorganisation
En 2004, la ligne D reliant la gare de Montereau à Varennes-sur-Seine est fusionnée avec la ligne B.
Le 8 juillet 2013, une nouvelle ligne L est mise en service en reliant la gare de Montereau au quartier de la Morelle à Laval-en-Brie. Cette ligne fonctionne aux heures de pointe avec quatre allers-retours par jour.

### Renforcement
En décembre 2007, la ligne A est renforcée aux heures creuses en semaine avec un passage toutes les vingt minutes au lieu de 35 minutes. De plus, l'amplitude horaire est élargie jusqu'à 22 h 30 afin d'offrir une correspondance avec le train en gare de Montereau à cette heure là. Enfin, neuf courses supplémentaires sont ajoutées le dimanche.
En décembre 2011, dans le cadre de la volonté d'uniformisation des transports franciliens voulu par le STIF, la livrée vif argent entre en vigueur sur le réseau. Ainsi, cinq véhicules sont mis en service sur le réseau à ce même moment avec la nouvelle livrée.
Le 5 novembre 2017, la ligne A, fréquentée par 3 000 voyageurs par jour, voit ses fréquences renforcées aux heures de pointe avec un passage tous les quarts d'heure et toutes les vingt minutes aux heures creuses. De plus, la fréquence est améliorée le week-end ainsi qu'en soirée après 20 h. À cette même date, la desserte de la zone industrielle est améliorée et les horaires sont établis en fonction de ceux des trains au départ et à l'arrivée en gare de Montereau.

## Parc de véhicules

### Dépôts
Les véhicules ont leurs centres-bus à :
- Montereau-Fault-Yonne (5 rue du Pharle) pour les lignes A, B, C, Ea, Eb, F, G, I, L, et Emplet ;
- __ pour la ligne 15.

Les dépôts ont pour mission de stocker les différents véhicules, mais également d'assurer leur entretien préventif et curatif. L'entretien curatif ou correctif a lieu quand une panne ou un dysfonctionnement est signalé par un machiniste.

## Galerie de photographies

La gare routière de Montereau
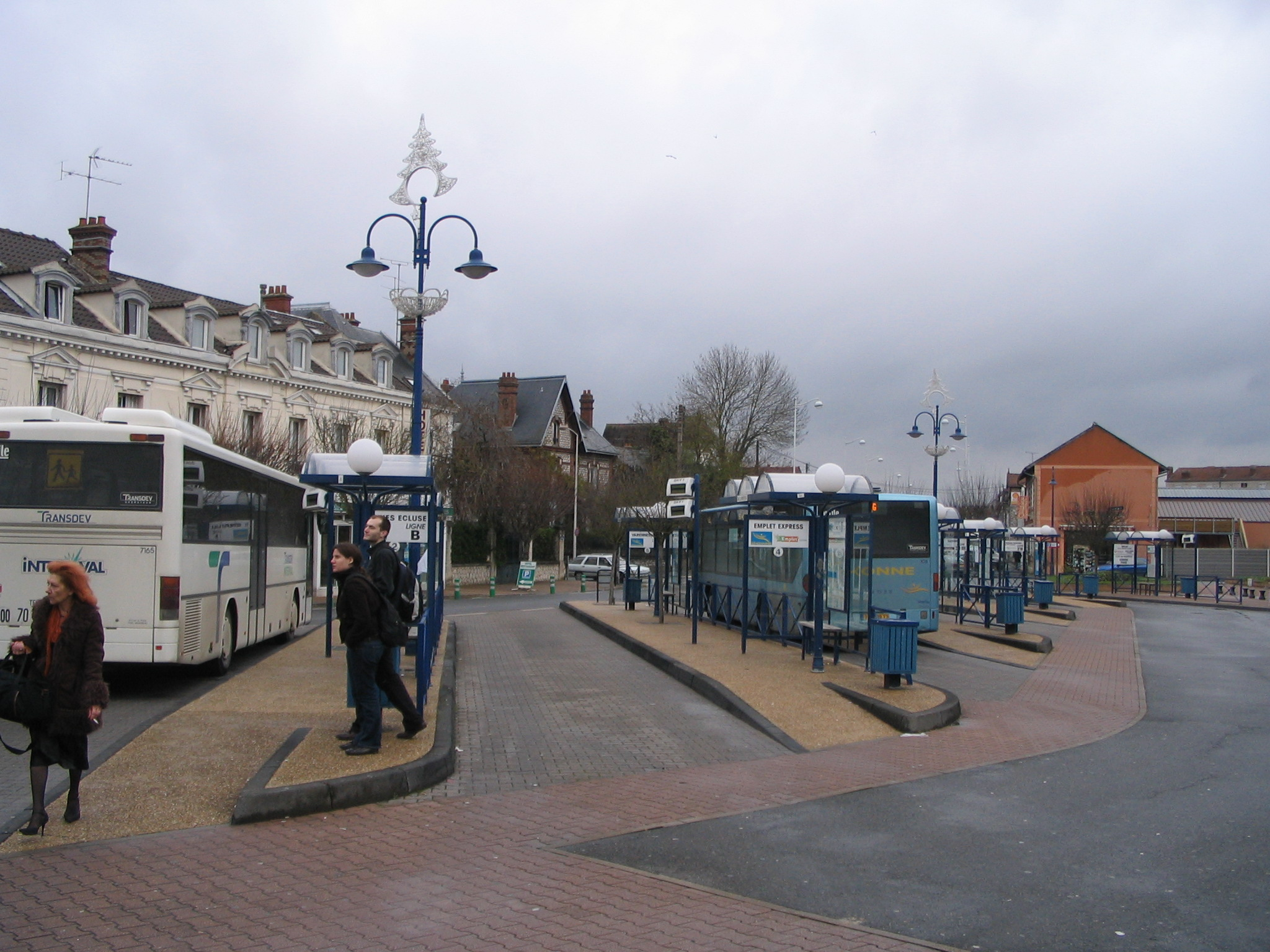
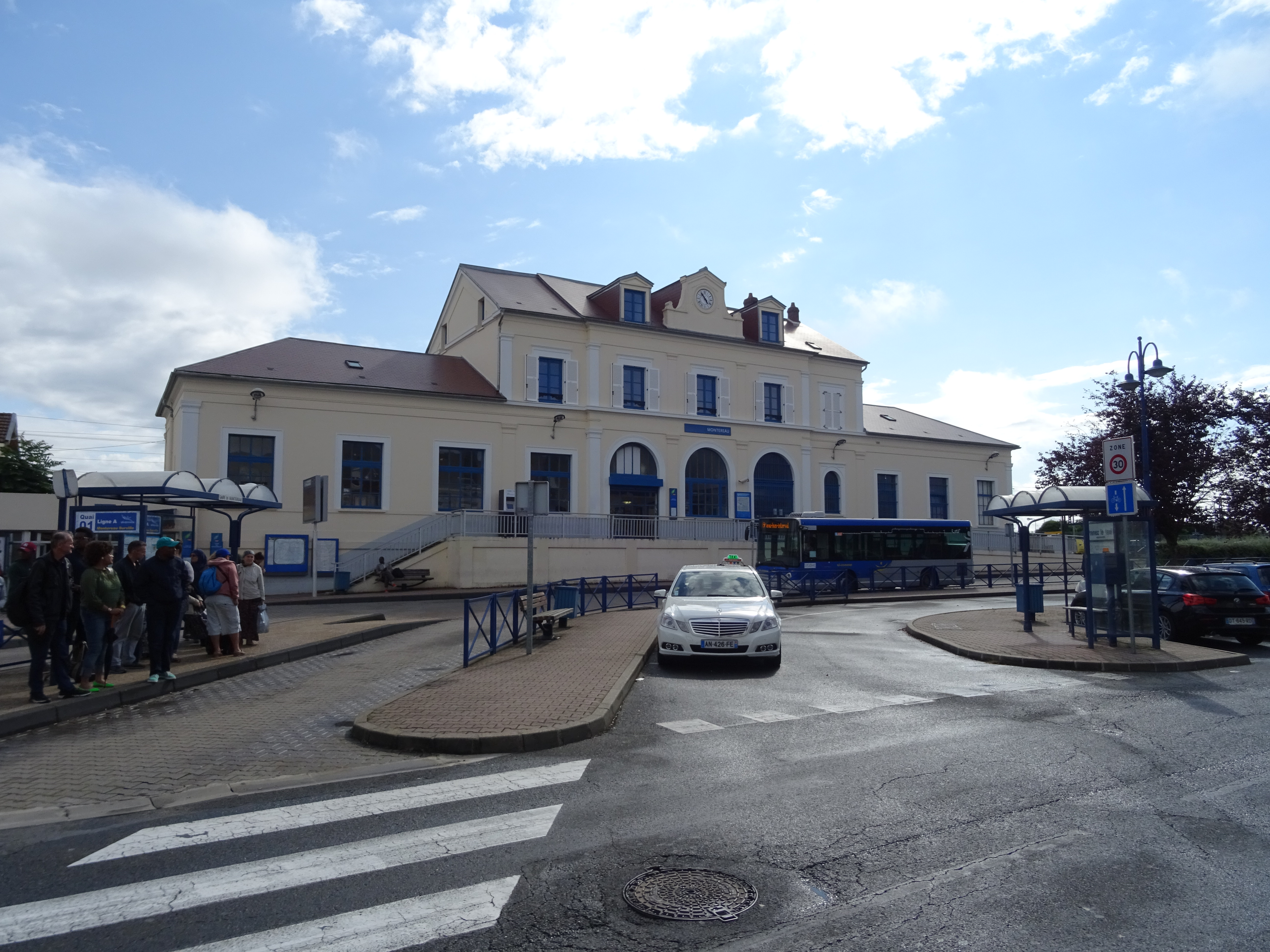
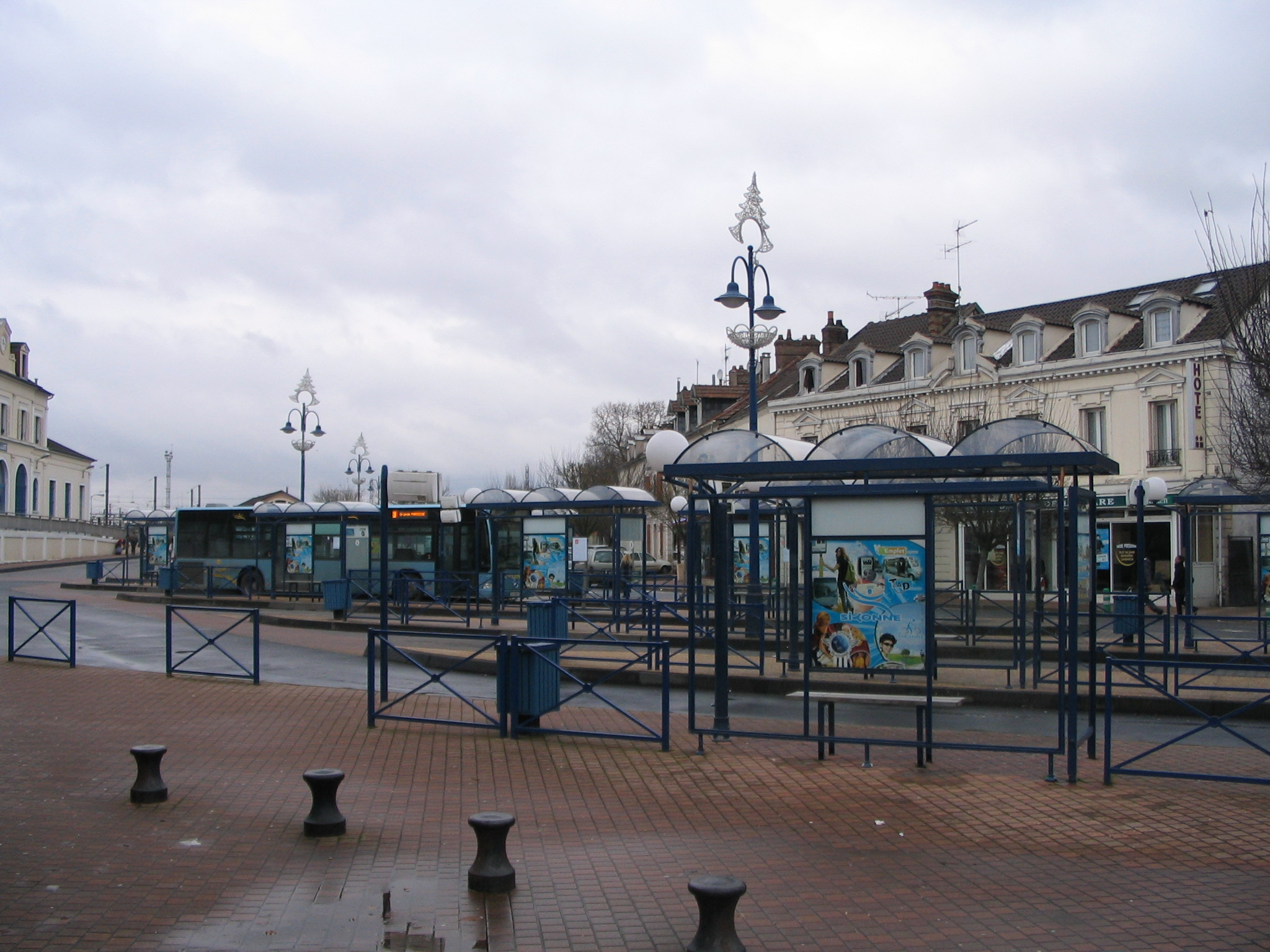
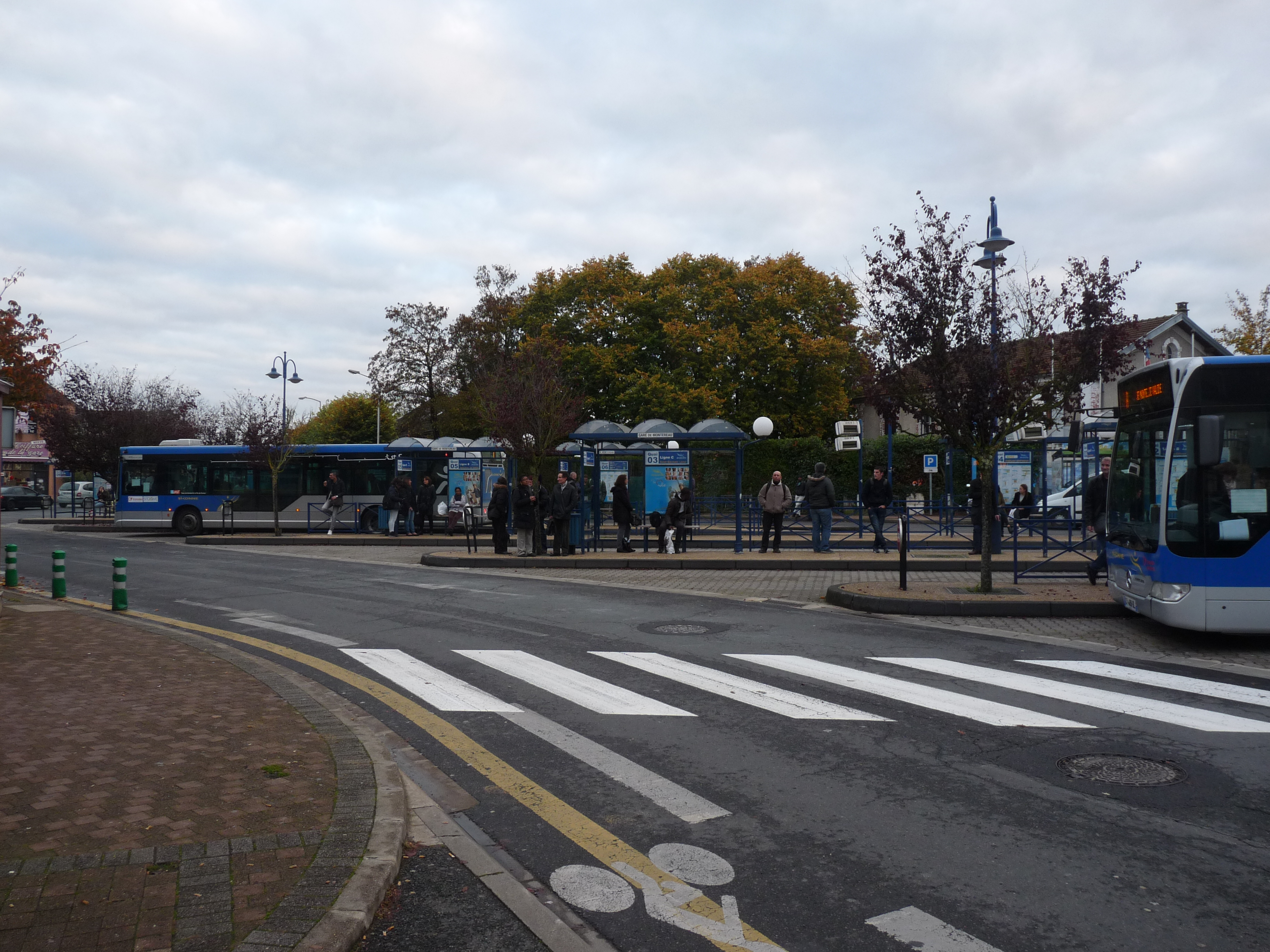

## Identité visuelle

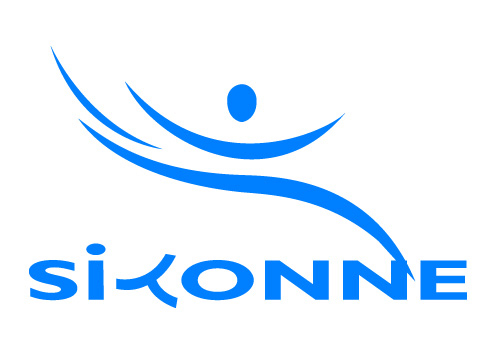
Logo du réseau de bus Siyonne.
Ancien logo du réseau de bus Siyonne.
Logo de l'exploitant Transdev Interval.